# Nerudia atacama
Nerudia atacama là một loài nhện trong họ Pholcidae. Loài này được phát hiện ở Chile.